# ヤポネシアン・ボールズ・ファウンデーション
ヤポネシアン・ボールズ・ファウンデーション（JAPONESIAN BALLS FOUNDATION）は、2001年に結成された、ソウル・フラワー・ユニオンの中川敬とヒートウェイヴの山口洋のロックンロール・バンド。

## 略歴
2001年、ソウル・フラワー・ユニオンの中川敬と、活動停止期間中であったヒートウェイヴの山口洋によって結成された、シンプルな4ピースのロックンロール・バンド。ドラムはソウル・フラワー・ユニオンの伊藤孝喜が、ベースは（当時は元）ヒートウェイヴの渡辺圭一が担当。当初、山口サイドからの「アコースティックで一緒にツアーを回らないか」との打診に、中川が「ロックンロール・バンドをやろう」と逆提案したことによって実現したプロジェクトである。バンド名の意味は「日本列島金玉財団」で、中川曰く「バンド名は、空襲のように天から降って来た」とのことである。
翌2002年に発表された、現時点での唯一のアルバム『アザディ!? 』には、デッド・ケネディーズ、ビーチ・ボーイズ、ボブ・ディラン、ジョン・ケイル、オンリー・ワンズ、ニューエスト・モデルなどの楽曲が日本語でカバーされており、「9.11（アメリカ同時多発テロ事件）」に呼応した楽曲など、両者の最もパンキッシュな側面が抽出された作風になっている。中川によると、同時期にレコーディングされ、やはりカバー曲を多く含む『ラヴ・プラスマイナス・ゼロ』（ソウル・フラワー・ユニオン）と「対のアルバム」ということである。
なお、アルバム・タイトルの「アザディ」は、アフガニスタンのパシュトゥン語で「自由」を意味する。アルバム・ジャケットのヌード・モデルは、AV女優の夢野まりあである。
2001年と2002年に全国ツアーを2度行なっている。

## ディスコグラフィー

### アルバム
- アザディ!? （2002年5月22日）